# Ljuskavke
Ljuskavke (Sparidi; latinski Sparidae) su porodica riba iz razreda zrakoperki. Rasprostranjene su širom svijeta, najčešće u plićim, priobalnim vodama, gdje žive pri dnu, većinom kao grabežljivci. Tijelo ljuskavki je prilagođeno za brzinu, leđne peraje su većinom dobro razvijene i bodljikave.

## Morfologija
- One su spljoštenog, vretenastog tijela, velike glave i konveksnog profila.
- Usta su mala i u nekim slučajevima isturena.
- Leđna peraja je jedinstvena i duga, bodljasti i meki dio jednako su dugački
- Prsne peraje su duge i zašiljene.
- Repna peraja je rašljasta
- Škržni poklopci bez bodlji; ljuske su ktenoidne.
- Mnoge vrste imaju slučajeve hermafroditizma.

## Stanište i ponašanje
Većina su priobalne ribe. Žive u morima i oceanima s tropskom i umjerenom klimom. One su društvene ribe.

## Kuhinja
Najviše cijenjene vrste u gastronomiji su Komarča (Sparus aurata) i Zubatac (Dentex dentex).

## Način hranjenja
Hrane se bentičkim beskralježnjacima

## Rodovi
Porodica ljuskavki sadrži 125 vrsta podijeljenih u 37 rodova. Za vrste ljuskavki vidi popis vrsta, a rodovi su sljedeći:
- Acanthopagrus
  - Acanthopagrus akazakii (Iwatsuki, Kimura & Yoshino, 2006.)
  - Acanthopagrus australis (Gunther, 1859.)
  - Acanthopagrus berda (Forsskål, 1775.)
  - Acanthopagrus bifasciatus (Forsskål, 1775.)
  - Acanthopagrus butcheri (Munro, 1949.)
  - Acanthopagrus latus (Houttuyn, 1782.) 
  - Acanthopagrus palmaris (Whitley, 1935.) 
  - Acanthopagrus schlegelii czerskii (Berg, 1914.)
  - Acanthopagrus schlegelii schlegelii (Bleeker, 1854.)
  - Acanthopagrus sivicolus (Akazaki, 1962.)
  - Acanthopagrus taiwanensis (Iwatsuki & Carpenter, 2006.)
- Allotaius
  - Allotaius spariformis (Ogilby, 1910.)
- Archosargus
  - Archosargus pourtalesii (Steindachner, 1881.) 
  - Archosargus probatocephalus (Walbaum, 1792.)
  - Archosargus rhomboidalis (Linnaeus, 1758.)
- Argyrops
  - Argyrops bleekeri (Oshima, 1927.)
  - Argyrops filamentosus (Valenciennes, 1830.)
  - Argyrops megalommatus (Klunzinger, 1870.)
  - Argyrops spinifer (Forsskål, 1775.)
- Argyrozona
  - Argyrozona argyrozona (Valenciennes, 1830.)
- Boops
  - Boops boops (Linnaeus, 1758.) — Bukva
  - Boops lineatus (Boulenger, 1892.)
- Boopsoidea
  - Boopsoidea inornata (Castelnau, 1861.)
- Calamus
  - Calamus arctifrons (Goode & Bean, 1882.)
  - Calamus bajonado (Bloch & Schneider, 1801.)
  - Calamus brachysomus (Lockington, 1880.)
  - Calamus calamus (Valenciennes, 1830.)
  - Calamus campechanus (Randall & Caldwell, 1966.)
  - Calamus cervigoni (Randall & Caldwell, 1966.)
  - Calamus leucosteus (Jordan & Gilbert, 1885.)
  - Calamus mu (Randall & Caldwell, 1966.)
  - Calamus nodosus (Randall & Caldwell, 1966.)
  - Calamus penna (Valenciennes, 1830.)
  - Calamus pennatula (Guichenot, 1868.)
  - Calamus proridens (Jordan & Gilbert, 1884.)
  - Calamus taurinus (Jenyns, 1840.)
- Cheimerius
  - Cheimerius matsubarai (Akazaki, 1962.)
  - Cheimerius nufar (Valenciennes, 1830.)
- Chrysoblephus
  - Chrysoblephus anglicus (Gilchrist & Thompson, 1908.)
  - Chrysoblephus cristiceps (Valenciennes, 1830.)
  - Chrysoblephus gibbiceps (Valenciennes, 1830.)
  - Chrysoblephus laticeps (Valenciennes, 1830.)
  - Chrysoblephus lophus (Fowler, 1925.)
  - Chrysoblephus puniceus (Gilchrist & Thompson, 1908.)
- Crenidens
  - Crenidens crenidens (Forsskål, 1775.)
- Cymatoceps
  - Cymatoceps nasutus (Castelnau, 1861.)
- Dentex
  - Dentex angolensis (Poll & Maul, 1953.)
  - Dentex barnardi (Cadenat, 1970.)
  - Dentex canariensis (Steindachner, 1881.)
  - Dentex congoensis (Poll, 1954.)
  - Dentex dentex (Linnaeus, 1758.) — Zubatac
  - Dentex fourmanoiri (Akazaki & Séret, 1999.)
  - Dentex gibbosus (Rafinesque, 1810.)
  - Dentex macrophthalmus (Bloch, 1791.)
  - Dentex maroccanus (Valenciennes, 1830.)
  - Dentex tumifrons (Temminck & Schlegel, 1843.)
- Diplodus
  - Diplodus annularis (Linnaeus, 1758.) — Špar
  - Diplodus argenteus argenteus (Valenciennes, 1830.)
  - Diplodus argenteus caudimacula (Poey, 1860.)
  - Diplodus bellottii (Steindachner, 1882.)
  - Diplodus bermudensis (Caldwell, 1965.)
  - Diplodus capensis (Smith, 1844.)
  - Diplodus cervinus cervinus (Lowe, 1838.)
  - Diplodus cervinus hottentotus (Smith, 1844.)
  - Diplodus cervinus omanensis (Bauchot & Bianchi, 1984.)
  - Diplodus fasciatus (Valenciennes, 1830.)
  - Diplodus holbrookii (Bean, 1878.)
  - Diplodus noct (Valenciennes, 1830.)
  - Diplodus prayensis (Cadenat, 1964.)
  - Diplodus puntazzo (Cetti, 1777.) — Pic
  - Diplodus sargus (Linnaeus, 1758.)
    - Diplodus sargus ascensionis (Valenciennes, 1830.)
    - Diplodus sargus cadenati (de la Paz, Bauchot & Daget, 1974.)
    - Diplodus sargus helenae (Sauvage, 1879.)
    - Diplodus sargus kotschyi (Steindachner, 1876.)
    - Diplodus sargus lineatus (Valenciennes, 1830.)
    - Diplodus sargus sargus (Linnaeus, 1758.) — Šarag

  - Diplodus vulgaris (Geoffroy Saint-Hilaire, 1817.) — Fratar
- Evynnis
  - Evynnis cardinalis (Lacepède, 1802.)
  - Evynnis japonica (Tanaka, 1931.)
- Gymnocrotaphus
  - Gymnocrotaphus curvidens (Günther, 1859.)
- Lagodon
  - Lagodon rhomboides (Linnaeus, 1766.)
- Lithognathus
  - Lithognathus aureti (Smith, 1962.)
  - Lithognathus lithognathus (Cuvier, 1829.)
  - Lithognathus mormyrus (Linnaeus, 1758.) — Ovčica
  - Lithognathus olivieri (Penrith & Penrith, 1969.)
- Oblada
  - Oblada melanura (Linnaeus, 1758.) — Ušata
- Pachymetopon
  - Pachymetopon aeneum (Gilchrist & Thompson, 1908.)
  - Pachymetopon blochii (Valenciennes, 1830.)
  - Pachymetopon grande (Günther, 1859.)
- Pagellus
  - Pagellus acarne (Risso, 1827.) — Batoglavac
  - Pagellus affinis (Boulenger, 1888.)
  - Pagellus bellottii (Steindachner, 1882.)
  - Pagellus bogaraveo (Brünnich, 1768.) — Okan
  - Pagellus erythrinus (Linnaeus, 1758.) — Arbun
  - Pagellus natalensis (Steindachner, 1903.)
- Pagrus
  - Pagrus africanus (Akazaki, 1962.)
  - Pagrus auratus (Forster, 1801.)
  - Pagrus auriga (Valenciennes, 1843.) — Crvenoprugi pagar
  - Pagrus caeruleostictus (Valenciennes, 1830.) — Pagar barjaktar
  - Pagrus major (Temminck & Schlegel, 1843.) — Japanska orada
  - Pagrus pagrus (Linnaeus, 1758.) — Pagar
- Parargyrops
  - Parargyrops edita (Tanaka, 1916.)
- Petrus
  - Petrus rupestris (Valenciennes, 1830.)
- Polyamblyodon
  - Polyamblyodon germanum (Barnard, 1934.)
  - Polyamblyodon gibbosum (Pellegrin, 1914.)
- Polysteganus
  - Polysteganus baissaci (Smith, 1978.)
  - Polysteganus coeruleopunctatus (Klunzinger, 1870.)
  - Polysteganus praeorbitalis (Günther, 1859.)
  - Polysteganus undulosus (Regan, 1908.)
- Porcostoma
  - Porcostoma dentata (Gilchrist & Thompson, 1908.)
- Ptreogymnus
  - Pterogymnus laniarius (Valenciennes, 1830.)
- Rhabdosargus
  - Rhabdosargus globiceps (Valenciennes, 1830.)
  - Rhabdosargus haffara (Forsskål, 1775.)
  - Rhabdosargus holubi (Steindachner, 1881.)
  - Rhabdosargus sarba (Forsskål, 1775.)
  - Rhabdosargus thorpei (Smith, 1979.)
- Sarpa
  - Sarpa salpa (Linnaeus, 1758.) — Salpa
- Sparidentex
  - Sparidentex hasta (Valenciennes, 1830.)
- Sparodon
  - Sparodon durbanensis (Castelnau, 1861.)
- Sparus
  - Sparus aurata (Linnaeus, 1758.) — Komarča
- Spondyliosoma
  - Spondyliosoma cantharus (Linnaeus, 1758.) — Kantar
  - Spondyliosoma emarginatum (Valenciennes, 1830.)
- Stenotomus
  - Stenotomus caprinus (Jordan & Gilbert, 1882.)
  - Stenotomus chrysops (Linnaeus, 1766.)
  - Virididentex acromegalus (Osório, 1911.)
- Virididentex

## Poveznice
|  | Zajednički poslužitelj ima još gradiva o temi Ljuskavke |
|  | Wikivrste imaju podatke o taksonu Ljuskavke             |